# قاعة مواطنين عامة

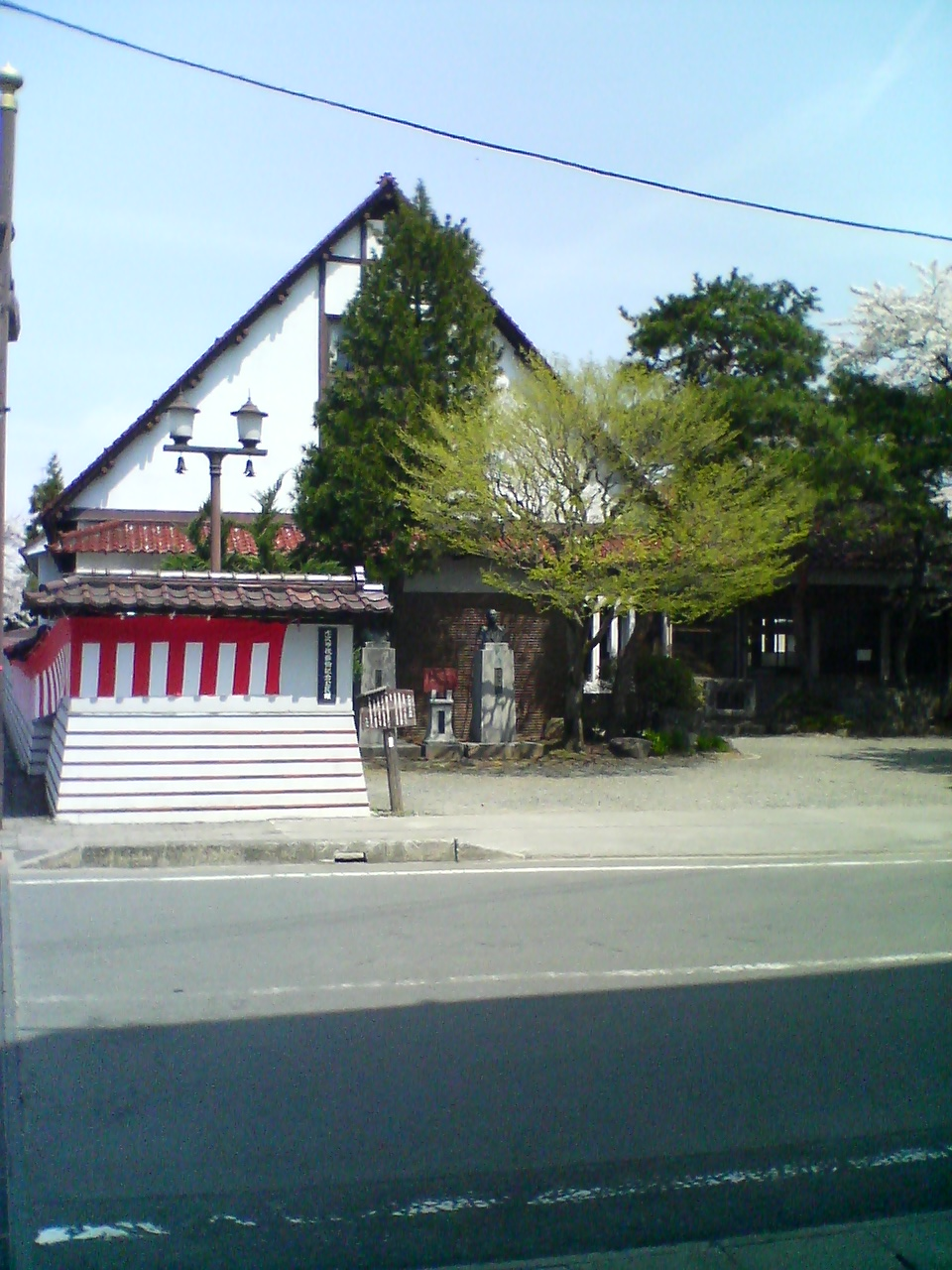
صورة لأول قاعة مواطنين عامة في اليابان.

قاعة المواطنين العامة (باللغة اليابانية: 公民館، المصطلح الياباني مكتوبا بالأبجدية العربية: كومينيكان)، هي نوع من المراكز الثقافية في اليابان .  توفر قاعة المواطنين العامة برامج تعليمية منظمة في الفنون والرياضة والأعمال اليدوية والأنشطة الثقافية للأطفال والشباب وكبار السن.  يتم تمويلها وإدارتها بشكل عام من قبل الحكومات المحلية.
إلى جانب المكتبات والربائد والمتاحف، كانت قاعات المواطنين العامة من بين المؤسسات التي استهدفتها مبادرة أنقذ إملاك بالحماية، عقب زلزال وتسونامي توهوكو عام 2011.

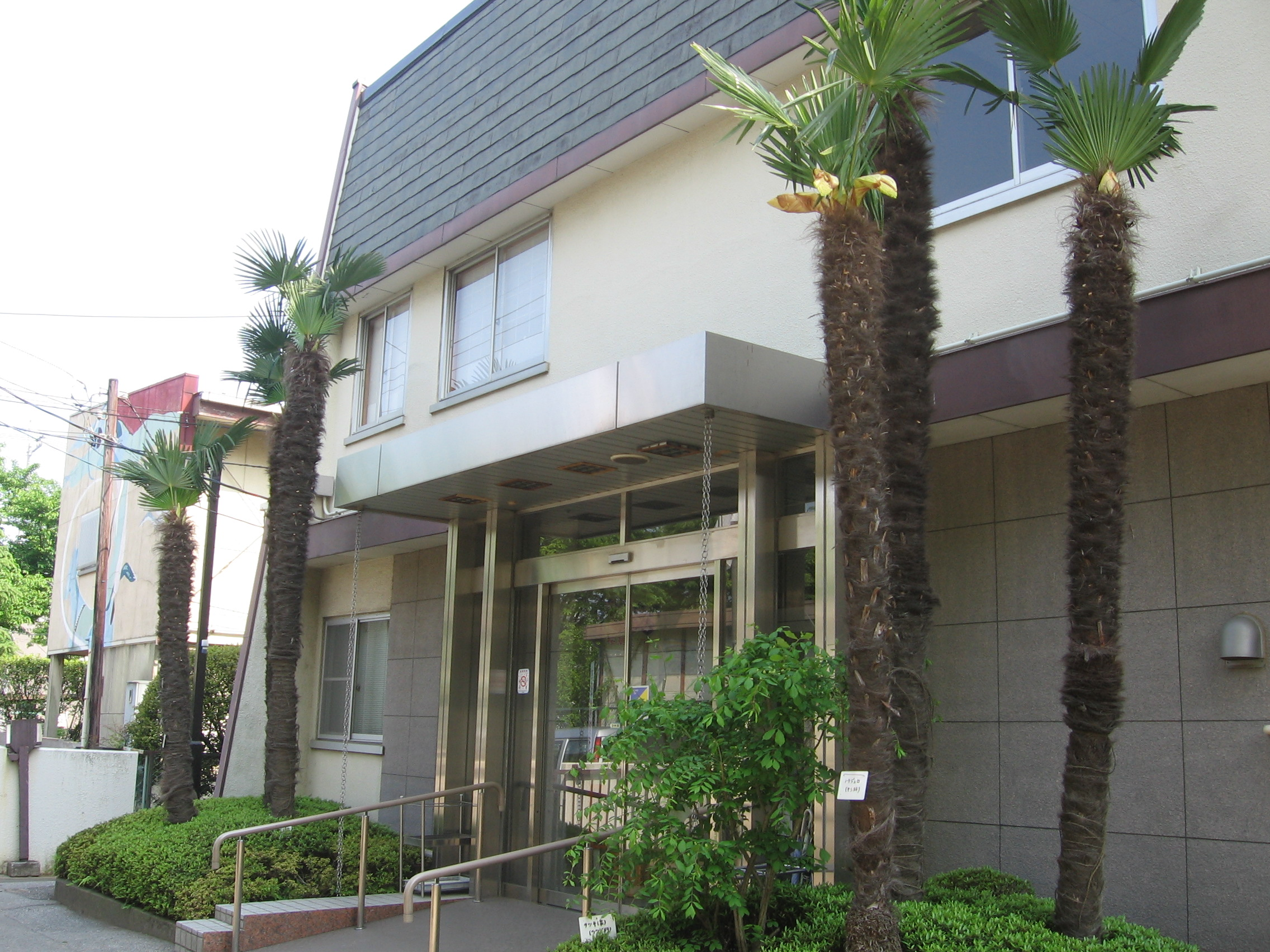
قاعة مواطنين شيباهوجي العامة في مدينة كاواجوتشي

## تاريخ القاعات
كانت قاعات المواطنين العامة تستخدم منذ أوائل أربعينيات القرن العشرين، غير أنّ عددًا كبيرًا منها أُنشئ بعد الحرب العالمية الثانية بموجب قانون التعليم الاجتماعي لعام 1947م.  كان من المفترض صراحةً أن توفر قاعات المواطنين العامة الدعم الثقافي للمجتمعات التي أعقبت الحرب، وذلك للأنشطة التي ساهمت في إعادة بناء المجتمعات بعد الدمار والاضطرابات التي أعقبت الحرب. 
بحسب نصّ قانون التعليم الاجتماعي الياباني، فإنّ قاعات المواطنين العامة تُقدّم لسكان المناطق المحددة، كالمُدن والبلدات والقرى، تعليمًا يتلاءم مع مقتضيات الحياة الواقعية، وتُنظم أنشطة أكاديمية وثقافية. تسهم القاعات في تهذيب السكان، وتحسين صحتهم، وتنمية شخصياتهم، وتنشيط الحياة الثقافية اليومية، وتعزيز الرفاه الاجتماعي.
منذ أربعينيات القرن العشرين، استثمرت الحكومة الوطنية في اليابان موارد مالية كبيرة في إنشاء قاعات المواطنين العامة. في عام 1979، أنفقت الحكومة مبلغًا قدره عشرة مليارات ين ياباني على البنية التحتية والإدارة.

## الإحصائيات
حتى عام 2008، بلغ عدد قاعات المواطنين العامة في اليابان 15,943 قاعة، أي أكثر من عدد المدارس الثانوية في اليابان. يبلغ إجمالي عدد العاملين في هذه القاعات 50,771 موظفًا، بمتوسط نحو ثلاثة موظفين لكل قاعة.  وفقًا لهذه الدراسة التي أُجريت عام 2008، يشارك المواطنون اليابانيون في أنشطة قاعات المواطنين العامة 256 مليون مرة سنويًا، بمعدل زيارتين سنويًا لكل مواطن بالمتوسط.

## الاستخدامات العامة
وفقًا للمادة الثالثة والعشرين من قانون التعليم الاجتماعي الياباني، لا يجوز استخدام قاعات المواطنين العامة لممارسة الأنشطة ذات الطابع الربحي، أو للقيام بأعمال تخدم مصالح حزب سياسي معيّن أو مرشّح بعينه. كما يُحظر على هذه المراكز المجتمعية وفق القوانين اليابانية أن تؤيّد دينًا أو طائفة أو عقيدة بعينها.